# Cash Luna
Carlos Enrique Luna Lam mais conhecido como Cash Luna (Guatemala, 4 de março de 1962) é um escritor e pastor evangélico protestante, fundador do ministério Casa de Dios, uma igreja cristã protestante, cuja sede está localizada na Cidade da Guatemala. Além disso, é apresentador do programa El Discipulado con los Pastores Cash y Sonia Luna, e pregador de cruzadas de milagres chamadas Noches de Gloria; ambos transmitidos pelo canal de televisão cristão Enlace TV.

## Biografia
Luna estudou na Universidade Francisco Marroquín, possuindo uma licenciatura em Administração de Sistemas de Informação, obtendo também o reconhecimento Cum laude.
Em 1994 ele fundou o ministério Casa de Dios. Nesse mesmo ano, ele deu início a uma série de reuniões públicas durante a noite, a fim de "trazer a cura de Cristo", posteriormente nasce as cruzadas Noches de Gloria.
É casado com a também pastora evangélica Sonia Luna, com quem tem três filhos (Carlos, Juan e Ana).
É autor do best-seller Em Honra ao Espírito Santo, pelo qual recebeu o reconhecimento de melhor livro em espanhol ("Mejor Libro Original en Español 2010"), pela Spanish Evangelical Publishers Asociations —SEPA— (Associações de editores evangélicos em espanhol).